# Paweł Szydeł
Paweł Szydeł (ur. 28 czerwca 1963 w Więcborku) – poeta, prozaik, redaktor, polonista.

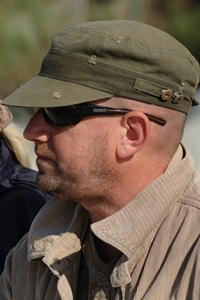
Paweł Szydeł

Debiutował wierszem "...mój głos protestu" w 1981 r. na łamach dwutygodnika "Kujawy". W latach osiemdziesiątych współpracował z prasą podziemną, m.in. bydgoskim "Świadectwem". Po 1989 r. wiersze, prozę i artykuły krytyczne publikował w prasie literackiej, min.: "Autografie", "Przeglądzie Artystyczno – Literackim", "Wyrazach", "Magazynie Literackim", "Akancie", "Poboczach", "Toposie", "Bohemie" oraz w pismach zagranicznych: "Psi vino", "Weles", "Dziejaslov", "Treci Trg", "Lirikon21", "Navyhod".
Pomysłodawca, współzałożyciel i od roku 1998 redaktor naczelny wielojęzycznego Kwartalnika Literacko – Artystycznego "Pobocza", poświęconego kulturze krajów Europy Środkowej i Wschodniej. Od 2004 roku współorganizator środkowoeuropejskiego festiwalu literackiego pn. Międzynarodowe Spotkania Poetyckie – POBOCZA.
Laureat wielu konkursów poetyckich.
Jego wiersze były tłumaczone na: język czeski, serbski, białoruski, słoweński, niemiecki i angielski.
Członek Stowarzyszenia Pisarzy Polskich.
Od 2010 roku współpracuje z Regionalnym Portalem Informacyjnym e-Krajna.pl
książki poetyckie:
- "Niebo nie dla nieobecnego" (2000)
- "Złorzeczę prawu ciążenia" (2005)
- "Niewielki wybór" (2010)

antologie:
- Gorzki chleb  (2004),
- Pieniądz rozpaczy (2005),
- Ileś tam mil wyobraźni  (2005),
- W ciągłym niedosycie (2005),
- Obłoki nieba (2007),
- Slova bez hranic / Words without Borders (2007);

ważniejsze artykuły:
- „Fikcja literacka oraz prawda w dziele literackim w polskich badaniach teoretycznoliterackich. Różne definicje fikcji literackiej” – Pobocza nr 3, 1998,
- „Fikcja literacka oraz prawda w dziele literackim w polskich badaniach teoretycznoliterackich. Poglądy Romana Ingardena dotyczące zagadnienia fikcji literackiej” – Pobocza nr 4-5, 1998-1999,
- „Fikcja literacka oraz prawda w dziele literackim w polskich badaniach teoretycznoliterackich. Stanowisko Manfreda Kridla w sprawie fikcji literackiej” – Pobocza nr 9, 2002,
- „Fikcja literacka oraz prawda w dziele literackim w polskich badaniach teoretycznoliterackich. Poglądy Ingardena i Kridla w świetle wypowiedzi Wacława Borowego” – Pobocza nr 10, 2002,
- „Fikcja literacka oraz prawda w dziele literackim w polskich badaniach teoretycznoliterackich. Konrad Górski o literaturze i fikcji literackiej” – Pobocza nr 11, 2002,
- Przeciw "fryzjerom", ciuchom z drugiej ręki i kryteriom rynkowym. Z Pawłem Szydłem poetą, redaktorem naczelnym kwartalnika literacko-artystycznego "Pobocza", organizatorem Międzynarodowych Spotkań Poetyckich "Pobocza" rozmawia Wojciech Kass – Topos nr 95, 2007;